# منتخب جمهورية مقدونيا تحت 17 سنة لكرة القدم
منتخب جمهورية مقدونيا تحت 17 سنة لكرة القدم هو ممثل مقدونيا الشمالية الرسمي في المنافسات الدولية في كرة القدم في فئة كرة قدم تحت 17 سنة للرجال، يديريه اتحاد مقدونيا لكرة القدم.